# Brahmane de Boston
Les Brahmanes de Boston (en anglais : Boston Brahmins) est une expression qui a souvent été utilisée pour décrire les membres de l'élite traditionnelle de Boston.
Également appelés les premières familles de Boston, ce sont les familles les plus distinguées de la ville et de l'aristocratie de la Nouvelle-Angleterre, qui font remonter leur ascendance aux premiers colons anglais et fondateurs puritains de la colonie du Massachusetts, et forment une sorte de noblesse de la Nouvelle-Angleterre.

## Origine du terme

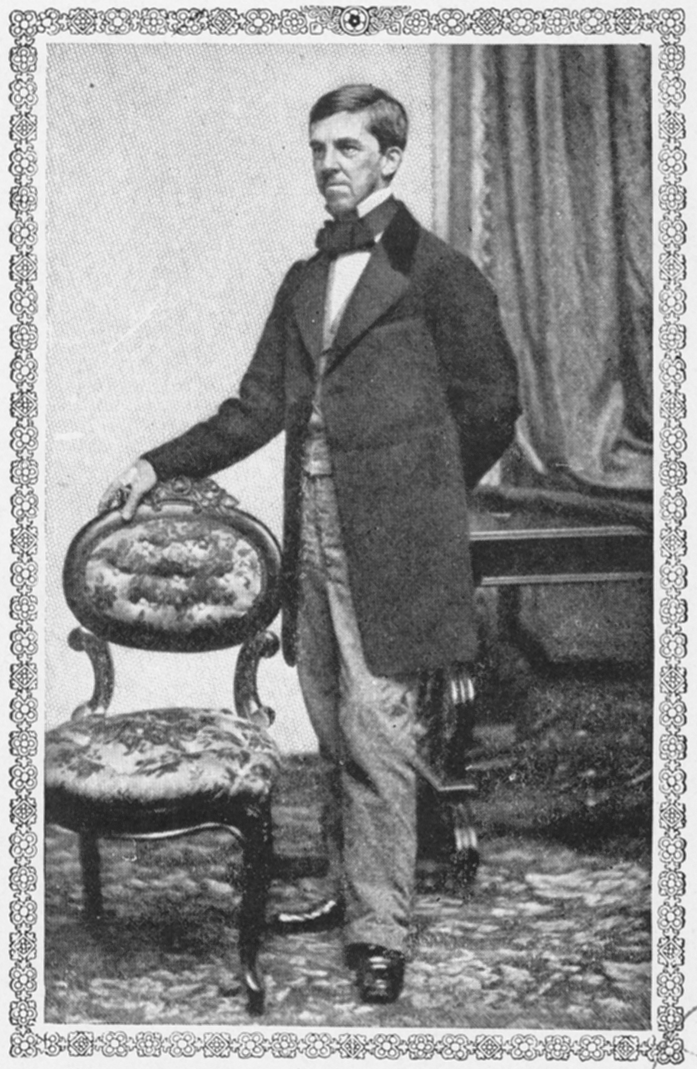
Oliver W. Holmes en 1859.

Le médecin et écrivain Oliver Wendell Holmes a inventé le terme « caste des brahmanes de la Nouvelle-Angleterre » dans une histoire de 1860 parue dans The Atlantic Monthly. Doyen de la faculté de médecine de Harvard, Holmes était lui-même un de ces brahame en tant que descendant de Thomas Dudley (en), gouverneur du Massachusetts.
Le premier chapitre de ce roman portait sur la caste brahmane. 
Le terme fait référence à la caste de personnes de rang le plus élevé dans le système de castes en Inde. La série d'articles dont faisait partie cet article devint finalement son roman « Elsie Venner ».
Par extension, Holmes l'a appliqué par moquerie aux vieilles et riches familles de la Nouvelle-Angleterre d'origine protestante britannique, qui devinrent influentes dans le développement des institutions et de la culture américaines au cours de son histoire.
La formule reflète la ferme conviction de cette élite qu'ils étaient une société à part, destinée à mener l'Amérique sur sa destinée manifeste. Le terme fait également allusion à la nature érudite et exclusive de la noblesse de la Nouvelle-Angleterre telle qu'elle sera, par la suite, perçue par les étrangers.

## Origine sociale et historique

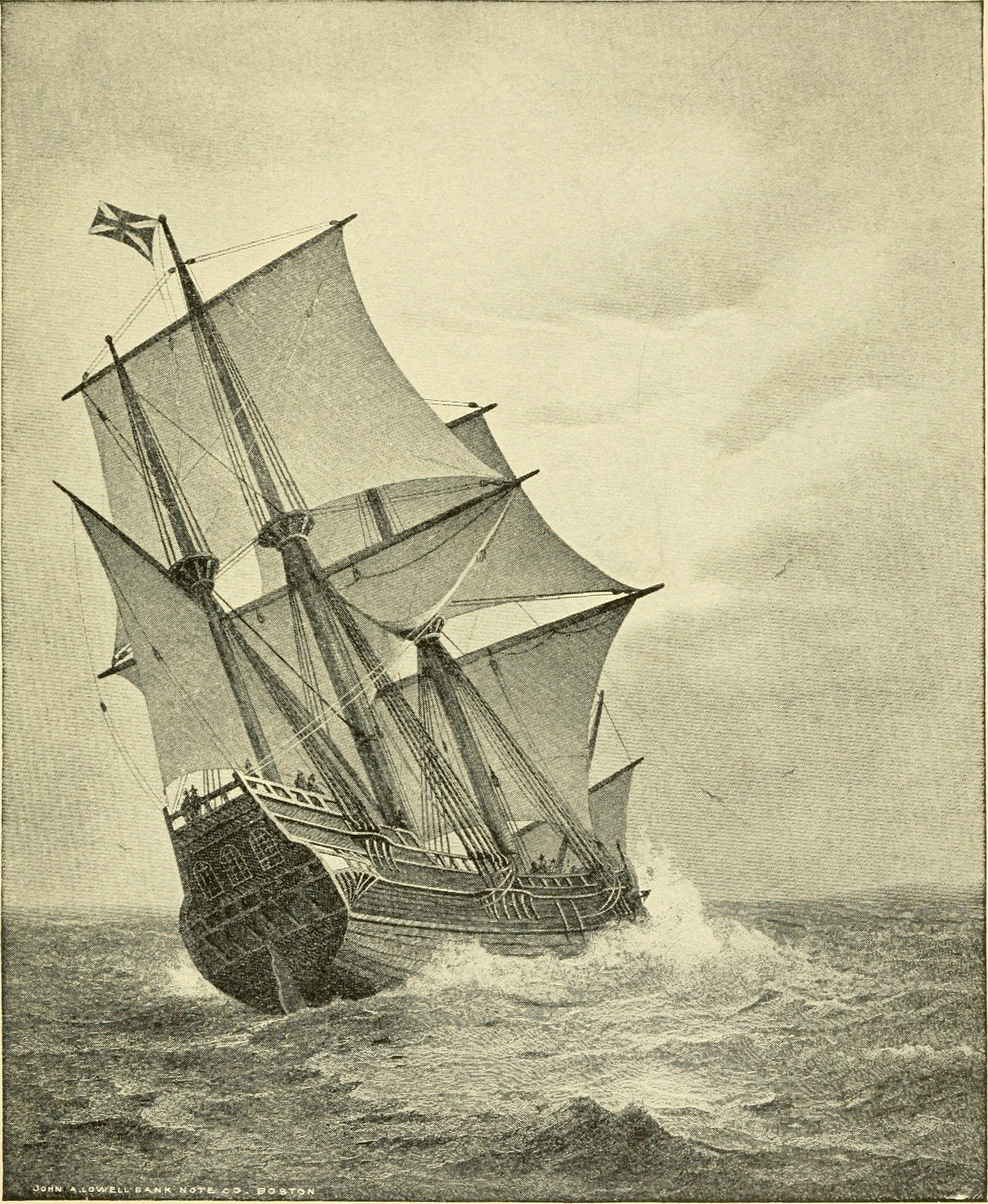
Traversée du Mayflower, mythe fondateur de la colonisation anglaise en Amérique.

Les descendants des premiers colons anglais, arrivés en Amérique sur le Mayflower en 1620 et sur l'Arbella (en) en 1630, sont généralement considérés comme les plus représentatifs des brahmanes de Boston.
Ils affirment descendre, tant sur le plan héréditaire que culturel, des protestants anglais qui fondèrent la ville de Boston, dans le Massachusetts, et colonisèrent la Nouvelle-Angleterre. Du fait que leurs ancêtres avaient joué un rôle de premier plan dans la fondation du pays, ils considèrent qu'ils ont hérité en tant que classe sociale d'un rôle particulier dans l'Histoire américaine.
On considère qu'ils forment le noyau dur historique de l’establishment de la côte Est des États-Unis.
Le système s'appuyait sur des liens familiaux étendus forts présents dans la société de Boston.  Au cours des siècles passés, ils ont préféré se marier entre eux, de sorte que de nombreux Bostoniens distingués puissent se dire membres de plusieurs clans en même temps.
Quelques familles, comme les Emersons, ont également réussi à rejoindre ce groupe grâce à leur succès financier et à des mariages stratégiques.
Des classes sociales similaires sont d'autres familles riches de Philadelphie et de New York, les premières familles de Virginie et les familles coloniales du Maryland.

## Idéal et héritage aristocratique

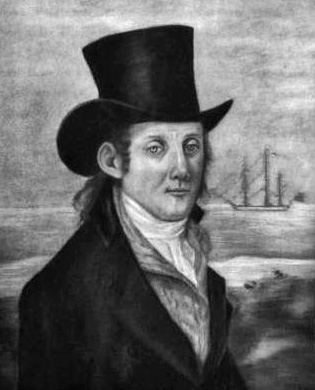
Costume typique de l'élite de Boston vers le XIX.

Si certaines des grandes fortunes de Nouvelle Angleterre du XIXe siècle étaient issues de la bourgeoisie anglaise, très peu étaient d'origine quelque peu nobles. Ces nouvelles grandes familles étaient souvent les premières à rechercher, à la manière typiquement britannique, des alliances de mariage convenables avec ces vieilles familles nobles de la Nouvelle-Angleterre, qui descendaient de propriétaires terriens en Angleterre, pour élever et consolider leur statut social.
De nombreuses familles brahmanes font remonter leur ascendance à la classe dirigeante coloniale originale des 17e et 18e siècles composée de gouverneurs et de magistrats du Massachusetts, de présidents de Harvard, d'éminents membres du clergé et de membres de la Royal Society of London (un organisme scientifique de premier plan), tandis que d'autres sont entrés dans la société aristocratique de la Nouvelle-Angleterre au cours du 19e siècle avec leurs bénéfices du commerce, se mariant souvent dans des familles brahmanes établies.
Les Winthrops, Dudleys, Saltonstalls, Winslows et Lymans (descendants de magistrats anglais, de la noblesse et de l'aristocratie) étaient, dans l'ensemble, satisfaits de cet arrangement.
Le brahmane idéal n'était pas seulement riche, mais affichait ce qui était considéré comme des vertus personnelles et des traits de caractère appropriés.
Toute «l'élite brahmane» de Boston a donc maintenu la culture reçue de la vieille noblesse anglaise, y compris la culture de l'excellence personnelle, qui pour eux maintenait la distinction entre gentilhomme et simple homme libre (et entre les dames et les femmes communes). Ils considéraient qu'il était de leur devoir de maintenir ce qu'ils définissaient comme des normes élevées d'excellence, de devoir et de retenue. Cultivé, courtois et digne, un brahmane de Boston était censé être l'essence même de l'aristocratie éclairée,.
On attendait du brahmane qu'il maintienne la réserve anglaise coutumière dans sa tenue, ses manières et son comportement, cultive les arts, soutient les organismes de bienfaisance tels que les hôpitaux et les collèges, et assume le rôle de chef de file communautaire.
Les brahmanes se défient de l'avarice et insistent sur la responsabilité personnelle. Le scandale et le divorce étaient inacceptables.
Les jeunes hommes ont fréquenté les mêmes écoles préparatoires, collèges et clubs privés,
et les héritiers ont épousé des héritières.
Bien que dans l'idéal il ait vocation à transcender les valeurs commerciales courantes, en pratique, beaucoup ont trouvé le frisson du succès économique assez attrayant.
La famille n'est pas seulement un bien économique, mais aussi un moyen de contrainte morale. La plupart appartenaient aux églises unitariennes ou épiscopales, bien que certains soient congrégationalistes ou méthodistes. Politiquement, ils furent successivement fédéralistes, whigs et républicains.

## Comportement social actuel
Les Brahmanes de Boston sont les familles les plus distinguées de Boston.
Ils étaient marqués par leurs manières et une élocution autrefois distinctive. Leur manière distincte de s'habiller anglo-américaine a été très imitée et est à la base du style maintenant officieusement connu sous le nom de preppy.
Les Brahmanes de Boston se distinguent à ce jour par un dialecte résolument noble, qui rappelle davantage l'anglais britannique que l'anglais américain. Leur éloquence vient aussi de leur éducation.
Ils sont souvent associés à l'Université de Harvard, à l'anglicanisme, à des clubs aristocratiques tels que le Somerset à Boston, le Knickerbocker à New York, le Metropolitan à Washington D.C., le Pacific-Union Club à San Francisco et les coutumes et vêtements traditionnels anglo-américains,.
Même l'Université de Yale, qui est au moins aussi élitiste, a longtemps été considérée comme une seconde classe.
L'influence de cette vieille noblesse est moindre dans les temps modernes, bien que certains vestiges en subsistent, principalement dans les institutions et les idéaux qu'ils ont défendus à leur apogée.

## Familles
La dénomination concerne une soixantaine de familles. Les familles suivantes sont considérées comme des brahmanes de Boston :
Adams,  Amory, Appleton, Bacon, Bates, Boylston, Bradlee, Brinley, Cabot, Chaffee, Choate, Coffin, Coolidge, Cooper, Crowninshield, Cushing, Dana, Delano, Dudley, Dwight, Eliot, Emerson, Endicott, Fabens, Forbes, Gardner, Gillett, Hallowell, Healey/Dall, Holmes, Jackson, Lawrence, Lodge, Lowell, Lyman, Minot, Norcross, Oakes, Otis, Palfrey, Parkman, Peabody, Perkins, Phillips, Putnam, Quincy, Rice, Saltonstall, Sargent, Sears, Sedgwick, Tarbox, Thayer, Thorndike, Tudor, Warren, Weld, Wigglesworth, Winthrop,.

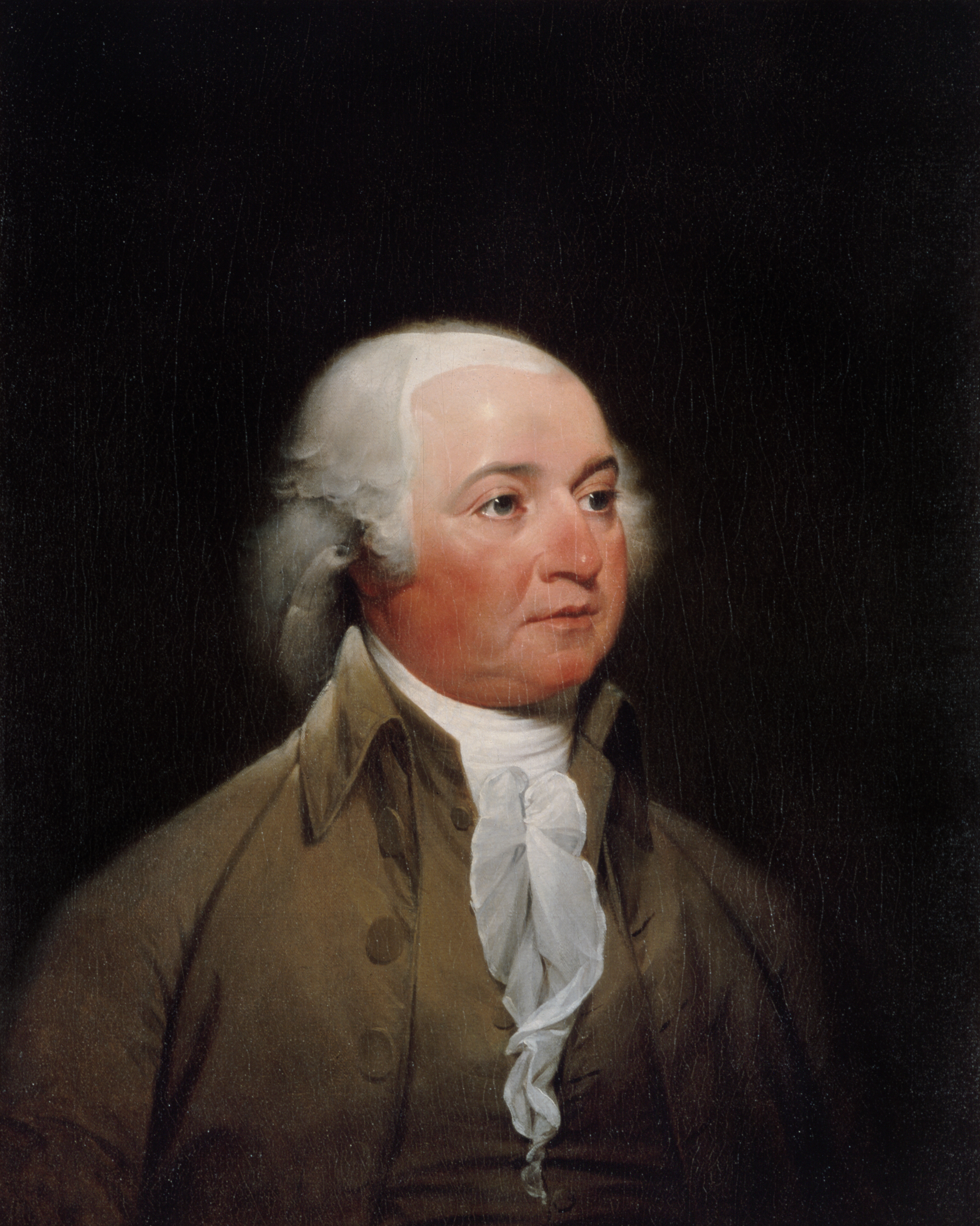
John Adams, deuxième président des USA.
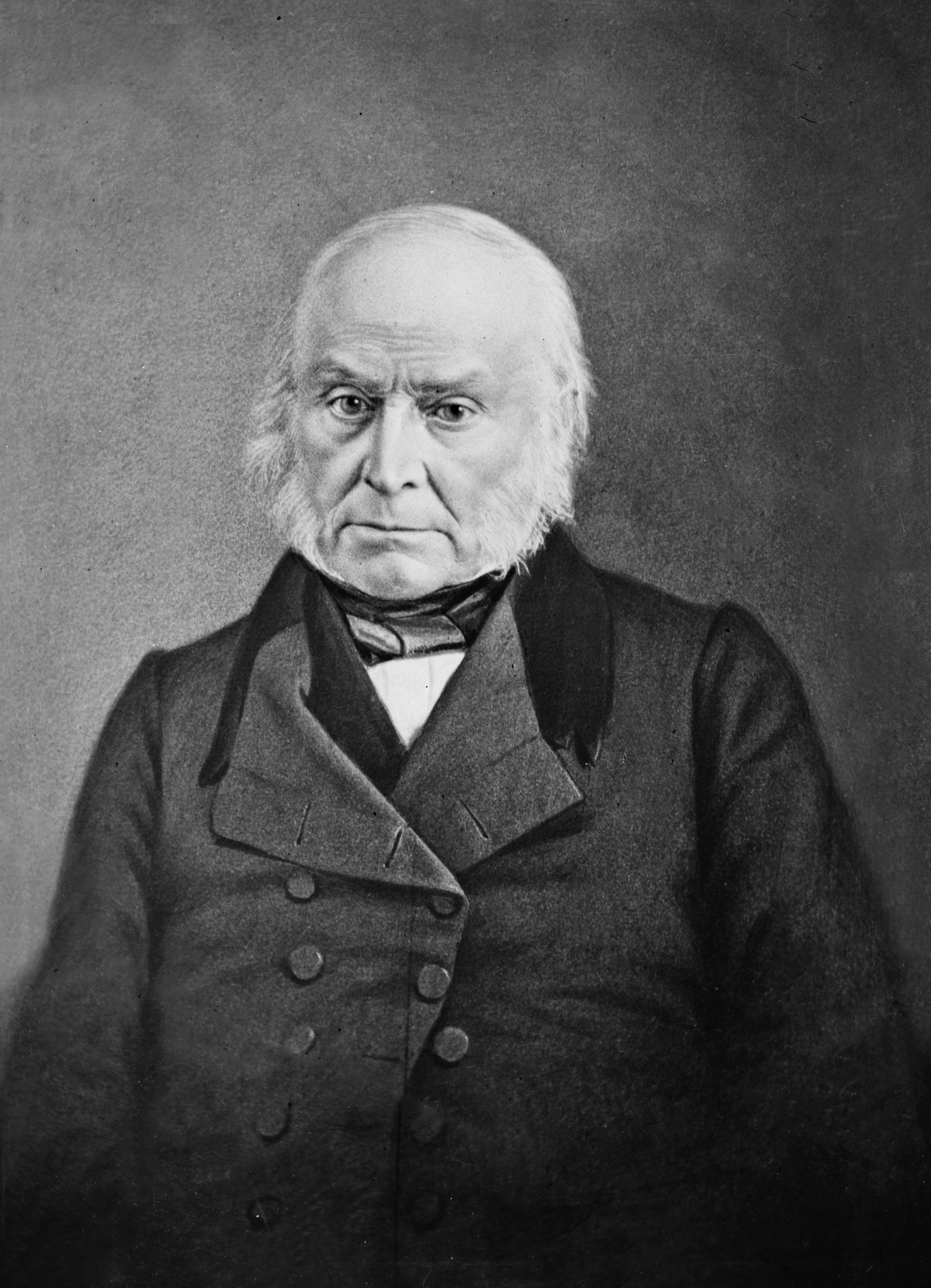
John Q. Adams, sixième président des USA.
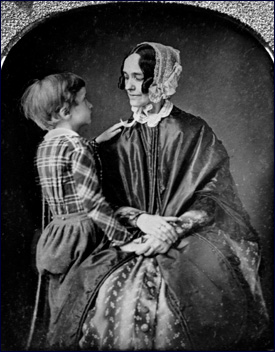
Jane Pierce (née Appleton), Première dame des USA
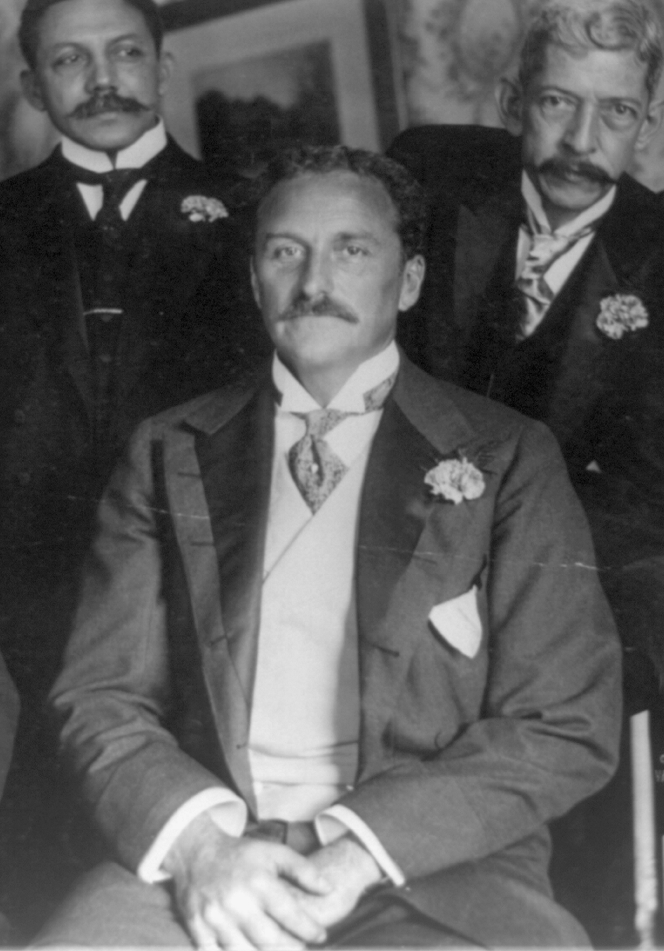
Robert Bacon, secrétaire d'état des USA.
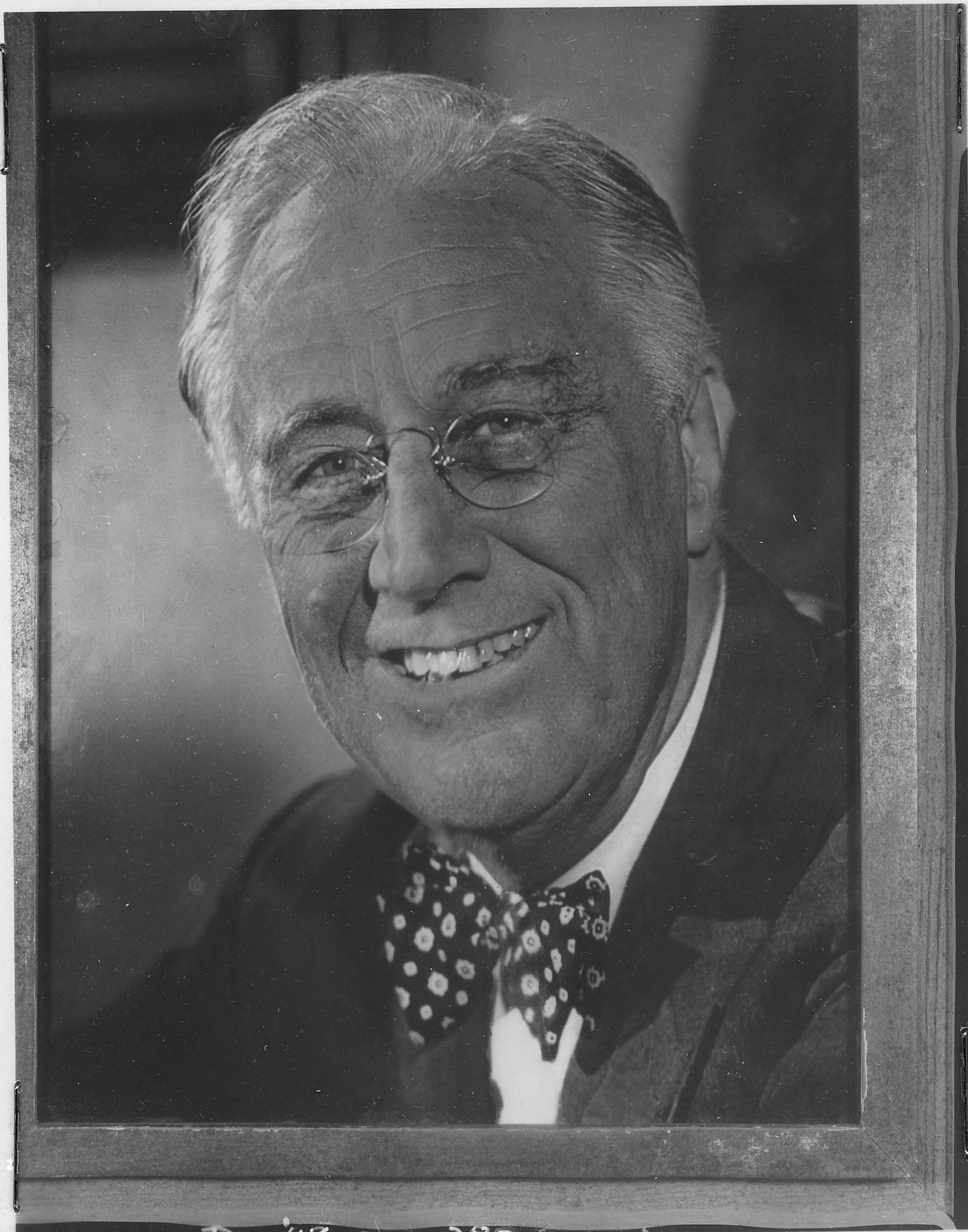
Franklin Delano Roosevelt, président des USA, Delano et petit-fils Brinley.
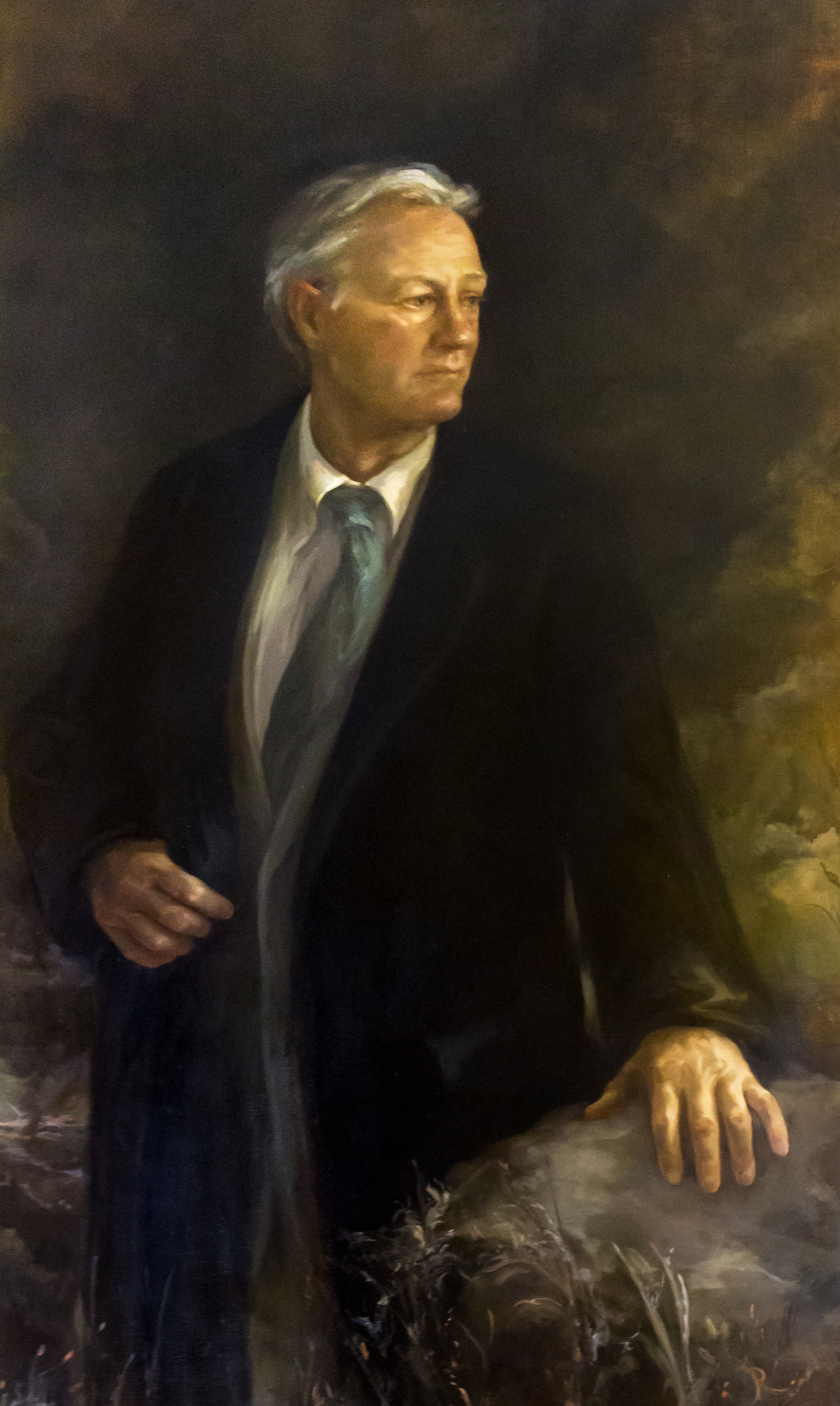
Lincoln Chafee, candidat démocrate en 2016.
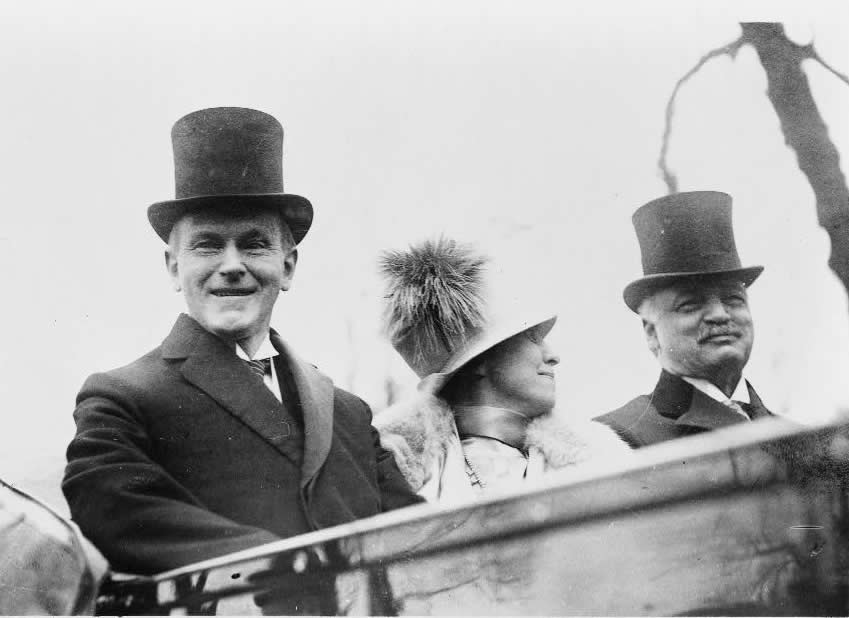
Calvin Coolidge, président des USA.